# Lojas de alimentos Jacksons
Jacksons Food Stores é uma rede americana de lojas de conveniência. Às vezes empatado com postos de gasolina e serviços Shell e ExtraMile.
Sua sede fica em Meridian, Idaho, é propriedade da Jackson Oil, e há 300 lojas nos estados americanos de Washington, Oregon, Idaho, Califórnia, Nevada, Utah e Arizona.

## História
Eles foram fundados em 1975 em Caldwell, com um local em uma Texaco antes de se expandir rapidamente para vários estados. Eles também estão localizados em vários lava-rápidos nas lojas do Arizona. Em 2019, eles abriram um local em Carson City, Nevada.
Em 2021, eles compraram as lojas 7-Eleven para uma maior expansão das lojas. Mais tarde, em 2022, eles fizeram parceria com a CordovaCann para abrir dispensários de Cannabis em alguns locais de Jackson.
Em 2023, eles introduziram a tecnologia de reconhecimento facial em suas câmeras nas lojas de seus locais. Mais tarde, 80 caixas eletrônicos de bitcoin foram introduzidos em alguns locais e os clientes criam suas carteiras por meio do site ou aplicativo móvel da empresa.

## Filantropia
Eles participaram do Give the Gift of Peace em 2016 com o Washington State Collation, que visava aumentar a conscientização sobre a violência doméstica.  Eles arrecadaram $ 161.369 de clientes em 2014 e mais tarde foram apresentados em uma conferência com as Coalizões Contra a Violência Doméstica.

## Controvérsias

### Processo de Discriminação por Deficiência
Jacksons foi processado pela EEOC por se recusar a permitir que uma trabalhadora, Penny Wightman, que estava se recuperando de uma cirurgia no pulso, fosse para casa ou recebesse licença remunerada.

### Reconhecimento facial
Alguns locais de Portland instalaram tecnologias de reconhecimento facial e dois clientes processaram por sua natureza potencialmente antiética e preocupações com a privacidade. O processo foi cancelado indefinidamente.

### Processo de Discriminação Racial
Uma mulher de Portland, Rose Wakefield, teve o serviço negado por um funcionário, Nigel Powers, em Beaverton, Oregon, e foi supostamente informado: "Eu não atendo negros". Cory Jackson, presidente da empresa, expressou sua preocupação com o comportamento do funcionário, mas optou por não prosseguir com o caso. Mais tarde, ela processou Jacksons e ganhou $ 1 milhão. Nigel foi demitido depois, mas não com base no caso em si.